# Jules Émile Planchon
Pour les articles homonymes, voir Planchon.

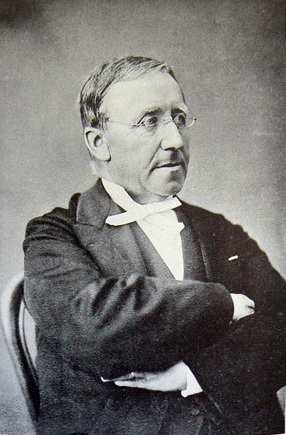

Jules Émile Planchon, né le 21 mars 1823 à Ganges (Hérault) et mort le 1er avril 1888 à Montpellier, est un botaniste français.

## Biographie
Il étudie les sciences à l'université de Montpellier où il obtient un doctorat en sciences en 1844 et en médecine le 7 février 1851 avec une thèse intitulée Des limites de la concordance entre les formes, la structure, les affinités des plantes et leurs propriétés médicinales. Éconduit à la faculté de médecine où il briguait un poste de professeur, il part travailler aux jardins botaniques royaux de Kew en Angleterre, puis devient enseignant à Gand puis à Nancy. Son ancien maître, Michel Félix Dunal, le fait revenir à Montpellier en 1853 comme suppléant à la faculté des sciences où il sera plus tard professeur en titre (il a parmi ses élèves Édouard Heckel). Il devient ensuite directeur de l'École supérieure de pharmacie en 1859, puis professeur à la faculté de médecine en 1881, avec dans ses attributions la direction du Jardin des plantes. Pour ne pas cumuler trop de responsabilités, il abandonne alors la faculté des sciences .
On lui doit la description d'une des espèces produisant des kiwis, Actinidia chinensis.
Il devient célèbre lors de la crise du phylloxéra. D'abord, il fait partie du groupe de trois experts (avec Gaston Bazille et Félix Sahut) qui détecte le phylloxéra sur des racines de vigne à Saint-Martin-de-Crau, le 15 juillet 1868. Un compte rendu à l'Académie des sciences immortalise la découverte. Ensuite, il se distingue avec son beau-frère Jules Lichtenstein par plusieurs articles matérialisant des avancées dans la compréhension de la biologie du phylloxéra et dans son mode de propagation. Enfin, la clarté de son esprit, la très grande qualité de sa plume et sa réputation en tant que professeur de plusieurs facultés, font de lui le général en chef de ceux qui luttent contre l'insecte. Planchon est « américaniste », c'est-à-dire qu'il est partisan du greffage des variétés de vignes françaises sur des racines de plants américains. La suite montrera que c'était la bonne solution. Il voyage en Amérique en 1873 et confirme ce que disait avant lui un entomologiste du nouveau monde : le phylloxéra existe en Amérique et il nous est venu de là. En 1874, c'est lui qui résume toutes les connaissances de l'époque relatives au phylloxéra dans un article de 23 pages publié dans la Revue des deux Mondes. Puis, la botanique reprend le dessus chez ce savant éclectique et il publie sur les vignes du Nouveau Monde et sur leur capacité à servir de porte-greffes.
Sa ville natale de Ganges possède une rue à son nom. La ville de Montpellier possède son square Planchon, face à la gare ferroviaire. S'y trouve le monument Planchon : un viticulteur reconnaissant élève une grappe de raisin jusqu'à la base du buste du savant professeur. Il est mort à Montpellier en 1888, à l’âge de 65 ans. Il est inhumé au cimetière protestant de Montpellier.
L'agronome Pierre-Paul Dehérain écrivit : « La postérité ne se souviendra ni des travaux de botanique descriptive de M. Planchon, ni de son talent d’écrivain, ni des qualités de professeur ; elle résumera son jugement en un mot : M. Planchon, après avoir démontré que le phylloxéra était la cause de la mort de la vigne, a contribué pour une large part à la reconstitution des vignobles en préconisant les plants américains. Il a ainsi préservé d’une ruine complète toute notre région méridionale. Telle est son œuvre ; elle est assez belle pour lui assurer la reconnaissance de tous. »
Il a épousé Henriette Lichtenstein (1829-1900), avec laquelle il a eu un fils : Louis David Planchon, botaniste spécialiste des champignons.

## Distinctions
- Chevalier de la Légion d'honneur (1866)

## Publications
Voir également quelques-uns de ses ouvrages disponibles sur gallica.
- [1847] « Sur la nouvelle famille des Cochlospermées », London journal of botany,‎ 1847, p. 294-311 (lire en ligne).
- [Linden & Planchon 1853] Jean Jules Linden et Jules Émile Planchon, Preludia florae columbianae, 1853.
- [1854] « Sur l'histoire botanique et horticole des plantes dites Azalées de l'Inde », Revue horticole, t. 4, no 3,‎ 1854, p. 42-49, 63-68 (lire en ligne [sur biodiversitylibrary.org]).
- [1856] Des hermodactes au point de vue botanique et pharmaceutique (thèse de doctorat en pharmacie), Paris, impr. L. Martinet, 1856, 47 p., sur gallica (lire en ligne).
- [Triana & Planchon 1862] José Jerónimo Triana et Jules Émile Planchon, Mémoire sur la famille des Guttifères, 1862, 336 p., sur books.google.fr (lire en ligne).
- [Triana & Planchon 1862-1873] José Jerónimo Triana et Jules Émile Planchon, Prodromus florae novo-granatensis, 1862-1873.
- [Linden & Planchon 1874-1875] Jean Jules Linden et Jules Émile Planchon, Plantae columbianae, 1874-1875.
- Jules Émile Planchon, Gustave Planchon, Rondelet et ses disciples, ou la Botanique à Montpellier au XVIe siècle (œuvre littéraire), Montpellier, 1866, [lire en ligne].
- Jules Émile Planchon, « Le Phylloxéra en Europe et en Amérique », Revue des Deux Mondes, Paris, vol. 3e période, tome 1,‎ 1874 (ISSN 0035-1962 et 0750-9278, OCLC 476419311 et 785794026, BNF 32858360, lire sur Wikisource).
- [1875] Les Vignes américaines, leur culture, leur résistance au phylloxéra et leur avenir en Europe, Montpellier, libr.-éd. C. Coulet, 1875, 240 p., sur gallica (lire en ligne).
- [1877] Les Mœurs du Phylloxéra de la vigne : résumé biologique, Montpellier, libr.-éd. C. Coulet, 1877, 8 p..
- Planchon collabore à la revue de Louis Van Houtte, Flore des serres et des jardins de l'Europe
- Il rédige l'article sur la description des plantes de la famille des Ulmaceae dans l'œuvre en plusieurs volumes d'Augustin Pyrame de Candolle, intitulée Prodromus systematis naturalis regni vegetabilis
- Il contribue à Monographiae Phanaerogamarum, d'Alphonse Pyrame de Candolle et de son fils Casimir Pyrame de Candolle, pour le volume V traitant des Ampelideae